# Viktor Avbelj

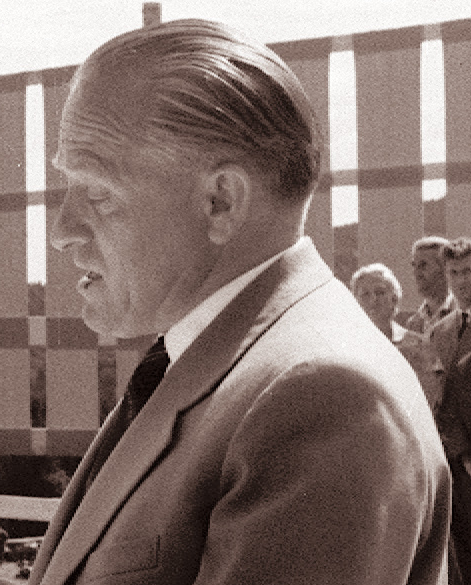
Viktor Rudi Avbelj

Viktor Avbelj (n. 26 februarie 1914, Prevoje pri Šentvidu, Lukovica, Slovenia – d. 6 aprilie 1993, Ljubljana, Slovenia) a fost un partizan iugoslav și politician sloven. A fost membru al Ligii Comuniștilor din Slovenia.

## Biografie
Ca student, a intrat în Partidul Comunist în 1937. Din septembrie până în decembrie 1942 a fost primul comisar politic al Brigăzii Gubec, iar ulterior comisar politic al zonei 1 operaționale, iar din iulie 1943, al diviziei a 15-a. În iulie 1943, în timp ce observa pozițiile inamicului lângă Selah pri Šumberk, a scăpat de moarte într-un bombardament.
Din septembrie 1944 până în martie 1945 a fost comisar politic al Corpului 9 al Armatei de Eliberare Națională a Iugoslaviei (Narodnoosvobodilna vojska in partizanski odredi Jugoslavije, NOVJ), iar apoi până în mai 1945 comisar politic al Statului Major al Armatei de Eliberare și reprezentant al Sloveniei la Armata a 4-a a Armatei Iugoslave. A primit Ordinul Eroul Poporului, Erou Național al Iugoslaviei, Ordinul Erou al Muncii Socialiste, împreună cu alte onoruri pentru activitățile sale ca partizan din timpul celui de-Al Doilea Război Mondial.
Din mai până în august 1945, a fost șef adjunct al Departamentului pentru Protecția Poporului OZNA⁠(d) (Odeljenje za zaštitu naroda) pentru Slovenia. Până în noiembrie 1945, a îndeplinit atribuțiile de secretar organizatoric al Comitetului Central al Partidului Comunist. Timp de un an după aceea, a fost secretarul Comitetului Districtual al Partidului pentru divizia Maribor. Din noiembrie 1946 până în martie 1948, a fost procuror al Administrației Securității Statului. Din această calitate, a fost procurorul procesului Nagode, un proces înscenat (organizat politic) începând cu 29 iulie 1947. După 13 zile de audieri, la 12 august 1947, trei dintre inculpați (Črtomir Nagode, Boris Furlan și Ljubo Sirc) au fost condamnați la moarte prin împușcare. Nagode a fost împușcat la 27 august 1947, iar pedepsele cu moartea împotriva lui Furlan și Sirc au fost comutate în 20 de ani de închisoare.
A fost președinte al consiliului executiv al Republicii Socialiste Slovenia (RSS) din 25 iunie 1962 până în 1965, după ce anterior a fost vicepreședinte. El a fost precedat de Boris Kraigher⁠(d) și urmat de Janko Smole⁠(d). Din 1979 până în 1984 a fost președinte al președinției RSS, membru al consiliului federației din 1963 până în 1973 și apoi din nou din 1984 până în 1990. El a fost unul dintre planificatorii cheie ai dezvoltării economice a Republicii Slovenia.
La 3 aprilie 1993, s-a împușcat cu un pistol și a murit câteva zile mai târziu.